# Aymo Maggi
Il Conte Aymo Maggi (Brescia, 30 luglio 1903 – Calino, 23 ottobre 1961) è stato un pilota automobilistico italiano, uno dei quattro creatori e organizzatori della Mille Miglia.
Fu inoltre un comandante della milizia fascista paramilitare e prese parte alle azioni di squadrismo, fu segretario del partito fascista locale per lunghi anni e parte del direttorio federale del P.N.F.

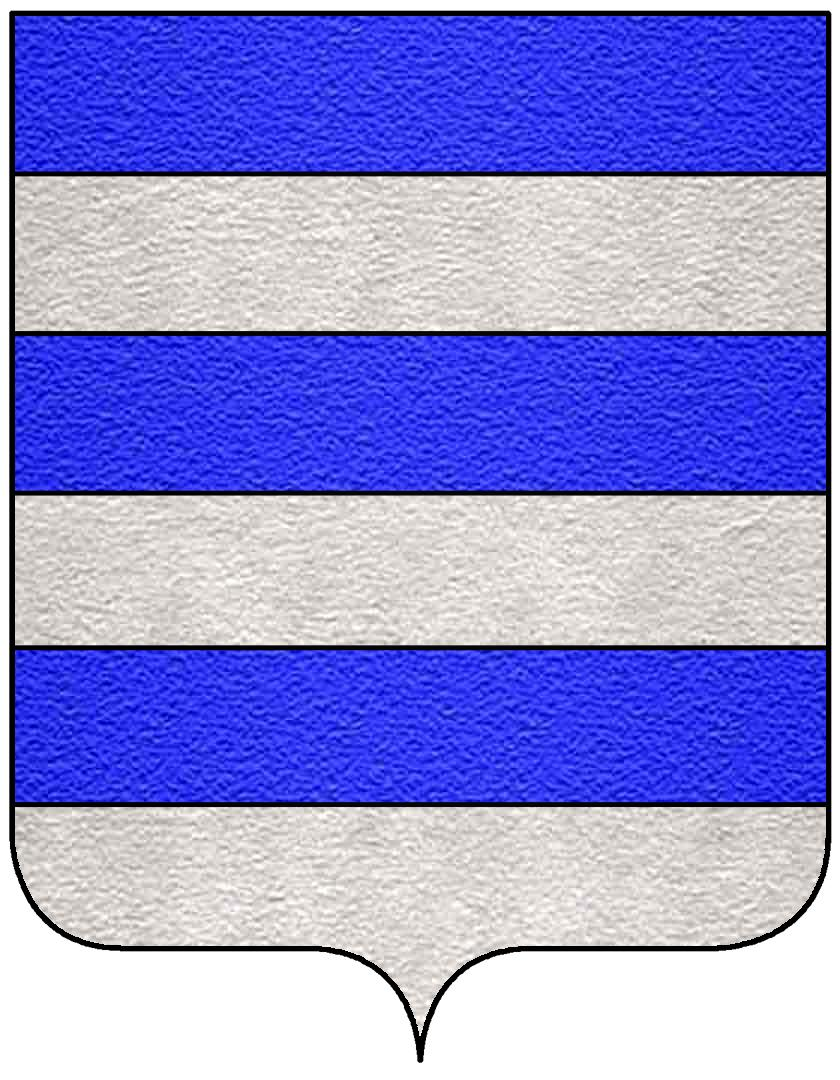
Stemma Maggi

## Biografia
Nato da una delle famiglie più importanti dell'aristocrazia bresciana, fu ben presto un appassionato corridore automobilistico, correndo nel 1922 il suo primo gran premio; vinse la Pontedecimo-Giovi nel 1923 e la Gargnano-Tignale nel 1924, entrambe corse in salita.
Aderendo pienamente al fascismo si iscrisse al P.N.F. il 1º marzo 1921 e partecipò attivamente all'attività della milizia paramilitare del gruppo "Leonessa d'Italia" rimanendo anche ferito durante le azioni di squadrismo. Oltre che ufficiale della milizia fascista fu anche per diversi anni segretario del "fascio" locale e dal 1938 fece parte del direttorio federale del P.N.F.
Corse poi con una Bugatti e divenendo anche amico di Ettore Bugatti
Nel 1922 venne spostato il Gran Premio automobilistico da Montichiari in provincia di Brescia al circuito di Monza, come reazione a questa decisione il conte Aymo Maggi col suo amico il conte Franco Mazzotti, primo costruttore di vetture monoposto, decisero di trasformare quella che era la loro sfida settimanale di corsa contro il treno da Brescia a Milano in una vera gara automobilistica: la Mille Miglia.
Da quell'anno il conte Maggi, pur continuando a partecipare a competizioni automobilistiche anche internazionali, si occupò in prima persona dell'organizzazione della Mille Miglia fino al 1957 quando l'incidente mortale di Alfonso De Portago con la morte del pilota e di nove spettatori decretò la fine della corsa.
Addolorato, Maggi si ritirò dal mondo delle corse automobilistiche facendo il viticoltore nell'azienda di famiglia a Calino in Franciacorta. Maggi dagli anni Trenta fino alla fine della Seconda Guerra Mondiale fu podestà del comune di Cazzago. Ebbe un primo infarto nel 1959, ed un secondo attacco di cuore gli fu fatale il 23 ottobre 1961; è sepolto nel cimitero di Brescia.